# Nāḩiyat Tallbīsah
Nāḩiyat Tallbīsah (arabiska: ناحية تلبيسة) är ett subdistrikt i Syrien.   Det ligger i provinsen Homs, i den centrala delen av landet, 160 km norr om huvudstaden Damaskus.
Trakten runt Nāḩiyat Tallbīsah består till största delen av jordbruksmark. Runt Nāḩiyat Tallbīsah är det glesbefolkat, med 14 invånare per kvadratkilometer.